# Fordringsägare (1988)
Fordringsägare är en svensk dramafilm från 1988 i regi av Stefan Böhm, Keve Hjelm och John O. Olsson. 
Filmen bygger på Fria Proteaterns teateruppsättning av August Strindbergs pjäs Fordringsägare (1889) på Strindbergs Intima Teater (1984) och i rollerna ses Bibi Andersson, Tomas Bolme och Keve Hjelm.

## Om filmen
Filmen producerades av Lars Johansson och fotograferades av Olsson. Den klipptes av Solveig Nordlund och premiärvisades 19 november 1988 på Fågel Blå i Stockholm. Den 22 december 1991 visades filmen av Sveriges Television.
Bolme belönades med en Guldbagge för bästa skådespelare 1989.

## Rollista
- Bibi Andersson – Tekla
- Tomas Bolme – Adolf
- Keve Hjelm – Gustav